# Esper Uchtomski
Esper Esperowicz Uchtomski (ros. Ухтомский Эспер Эсперович) (ur. 14 sierpnia 1861 w Łomonosowie, zm. 26 listopada 1921 w Puszkinie), książę, pisarz i publicysta rosyjski.
Ukończył studia na Uniwersytecie Petersburskim. Od 1884 pracował w ministerstwie spraw zagranicznych w departamencie wyznań, zajmował się buddyzmem, położeniem Ormian itp. Towarzyszył następcy tronu Mikołajowi w podróży dookoła świata. W 1896 został redaktorem gazety Peterburgskija Wiedomosti. Był prezesem zarządu Banku rosyjsko-chińskiego i członkiem rady Towarzystwa drogi żelaznej Mandżurskiej.

## Wydał
- Podróż na Wschód Wielkiego Księcia Następcy Tronu Mikołaja Aleksandrowicza, 1890–1891;
- Od stepów Kałmuckich do Buchary, 1890.